# Per Johansson (revisor)
Per Johansson är en svensk revisor och ämbetsman.
Per Johansson växte upp i Edane i Värmland. Han studerade statskunskap, nationalekonomi och företagsekonomi på Mittuniversitetet 1988–94 och har en magisterexamen därifrån. Efter examen arbetade han 1994–97 på en revisionsfirma i Östersund, och senare med internrevision på Räddningsverket 1997–2002. Han tjänstgjorde 2009 inom FN:s internrevison (Office of Internal Oversight Services) och på budgetavdelningen på Finansdepartementet 2002–10. Under åren 2010–15 var han anställd på Riksrevisionen, mot slutet som avdelningschef, och är från februari 2016 och chef för Revisorsinspektionen.
År 2018 utsåg regeringen Johansson till styrelsen i Läkemedelsverket och 2021 till särskild utredare för en effektivare hantering av EU-medel i Sverige.